# Gare d'Amara-Donostia
La gare d'Amara-Donostia est une gare ferroviaire située à Saint-Sébastien dans le quartier d'Amara. Elle est desservie par les services d'Euskotren Trena. Bien qu'en cul-de-sac, elle n'est desservie que brièvement par certaines missions qui effectuent un rebroussement rapide à quai.

## Service des voyageurs

### Desserte
La gare est desservie par les lignes E2 (reliant Lasarte à Irun et Hendaye) et E5 (reliant Lasarte à Altza) du métro de Saint-Sébastien ainsi que la ligne E1 (reliant Saint-Sébastien à Zumaia et Bilbao).

### Intermodalité
De nombreuses lignes de bus desservent également la gare.